# Coupe du Liechtenstein de football 1973-1974
Navigation
Édition précédente Édition suivante
La coupe du Liechtenstein 1973-1974 de football est la 29e édition de la Coupe nationale de football, la seule compétition nationale du pays en l'absence de championnat.
La finale est disputée à Triesen, le 1er mai 1974, entre le FC Vaduz et le FC Balzers. 
Le FC Vaduz remporte le trophée en battant le FC Balzers. Il s'agit du 18e titre de l'histoire du club dans la compétition.

## 1ertour
Le FC Balzers est exempté de ce tour.
| Équipe 1       | Résultat        | Équipe 2          |
| -------------- | --------------- | ----------------- |
| FC Ruggell     | 1 - 3           | FC Schaan         |
| FC Triesen     | 3 - 3 4 - 5 tab | FC Vaduz          |
| FC Triesenberg | 1 - 5           | USV Eschen/Mauren |

## Demi-finales
| Équipe 1   | Résultat | Équipe 2          |
| ---------- | -------- | ----------------- |
| FC Balzers | 5 - 2    | USV Eschen/Mauren |
| FC Schaan  | 0 - 7    | FC Vaduz          |

## Finale
| 1er mai 1974 | FC Vaduz | 2 - 2 4 - 3 tab | FC Balzers | Vaduz |  |
|              |          |                 |            |       |  |